# Milan Aćimović

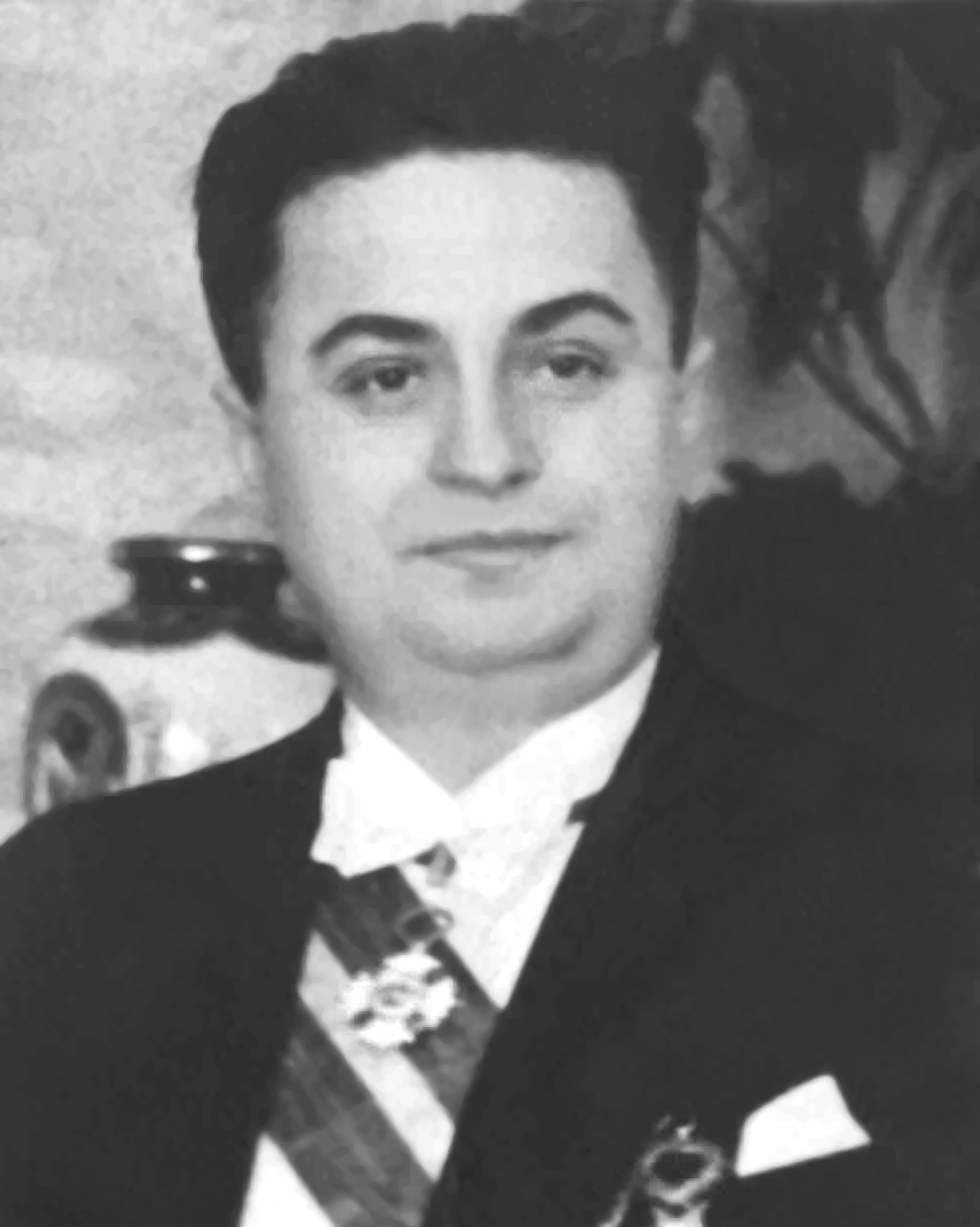

Milan Aćimović (serbisch-kyrillisch Милан Аћимовић; * 31. Mai 1898 in Pinosava, zu Voždovac, Belgrad; † 25. Mai 1945 bei Zelengora) war ein jugoslawischer Politiker und Innenminister (1938–1939). Während des Zweiten Weltkriegs kollaborierte er als Ministerpräsident und Innenminister von Kollaborationsregierungen im Militärverwaltungsgebiet Serbien mit der deutschen Besatzungsmacht.

## Leben
Aćimović beendete das Gymnasium in Belgrad und begann 1923 ein Jurastudium an der Universität von Belgrad. Am 2. September 1935 beantragten er und Velibor Jonić erfolgreich beim Innenministerium die Legalisierung der jugoslawischen Nationalbewegung Zbor. Er wurde 1938 Polizeichef in Belgrad und von Milan Stojadinović am 21. Dezember 1938 zum Innenminister ernannt, was er bis zum 5. Februar 1939 blieb. Im April 1939 wurde er wie Stojadinović verhaftet und bis August 1940 inhaftiert.

### Zweiter Weltkrieg
Am 30. April 1941, wenige Wochen nach dem Einmarsch der Achsenmächte in Jugoslawien, bildete Aćimović die erste Marionettenregierung in Serbien, die so genannte „Regierung der Kommissare“.
Diese wurde am 29. August durch eine andere Marionettenregierung ersetzt, die „Regierung der nationalen Rettung“, angeführt von dem ehemaligen General Milan Nedić. In dieser Regierung war Aćimović Innenminister. Er sympathisierte mit den Tschetniks von Draža Mihailović und pflegte einen engen Kontakt zu ihm. Die Deutschen vermuteten, dass Aćimović Mihailović vor dem Start der Operation vom 6. bis 7. Dezember 1941 gegen Mihailovic warnte. Die Warnung, die offenbar am Tag vor Beginn der Offensive gegeben wurde, ermöglichte Mihailović die Flucht. Im Januar 1942 besuchte er serbische Kriegsgefangene im Offizierslager bei Osnabrück (Oflag VI C) im nationalsozialistischen Deutschland.
Trotz dieser Aktionen und des Verdachts der Deutschen gelang es Aćimović, mit ihnen in guten Beziehungen zu bleiben, und er traf sich sogar mit deutscher Erlaubnis im März 1942 mit Mihailović. Am 10. November 1942 wurde Aćimović als Innenminister von Oberst Tanasije Dinić ersetzt, der als Anti-Mihailović angesehen wurde. Nach seiner Entmachtung und der Vertreibung der Deutschen aus Serbien im Oktober 1944 fungierte Aćimović als Verbindungsmann zwischen Mihailović und dem deutschen Gesandten Hermann Neubacher in Wien.
Nach dem Sturz der deutschen Regierung in Serbien schloss sich Aćimović einer Tschetnik-Kolonne an. Er wurde von jugoslawischen Partisanen in der Schlacht von Zelengora im Mai 1945 getötet.
Aćimović war Freimaurer in der Großloge von Serbien.